# Tahula
Tahula is een plaats in de Estlandse gemeente Saaremaa, provincie Saaremaa. De plaats heeft de status van dorp (Estisch: küla) en telt 119 inwoners (2021).
Tot in december 2014 behoorde Tahula tot de gemeente Kaarma en daarna tot de gemeentelijke herindeling van oktober 2017 bij de gemeente Lääne-Saare. In die maand ging deze gemeente op in de fusiegemeente Saaremaa.
In 2014 werd het buurdorp Mõisaküla bij Tahula gevoegd.